# Aquascope Virelles
L’Aquascope Virelles est un centre de découverte de la nature situé sur la réserve naturelle de l’étang de Virelles à Virelles (Chimay) en Belgique. Celui-ci a pour but d’allier tourisme, préservation de l’environnement et éducation.

## Histoire

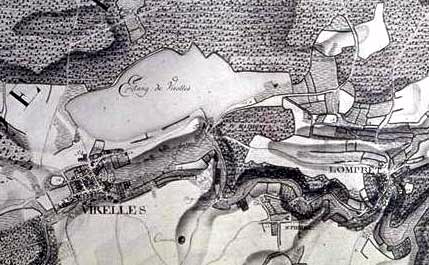
Ancienne carte de l'étang de Virelles.

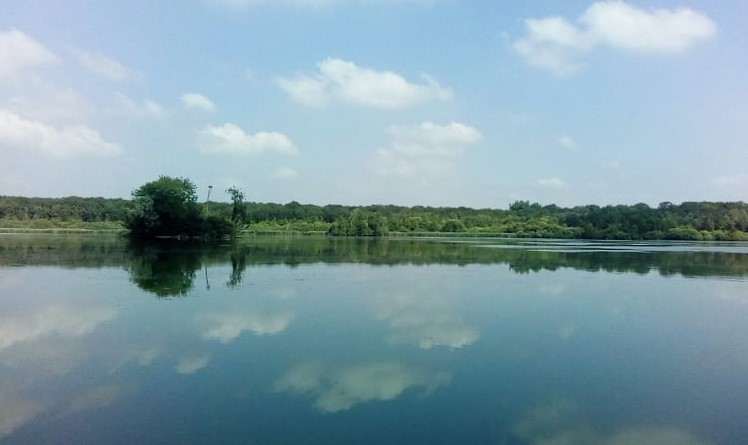
Étang de Virelles en été.

L’Aquascope Virelles se trouve à Virelles (Chimay). Conçu initialement pour être un observatoire de la vie aquatique de l’étang, il a rajouté à ses activités l’observation des oiseaux, des plantes et celle de la place des abeilles dans l'écosystème.
Situé sur le site de la réserve naturelle de l’étang de Virelles (aussi appelé Lac par les locaux), l’Aquascope Virelles est né en 2004 pour fournir un nouvel espace de tourisme. À l’origine, l’étang de Virelles est un étang semi-naturel créé dans le but d’alimenter une forge. Cette phase métallurgique a été suivie par une phase d’exploitation de chasse et de pêche et ensuite par une phase de tourisme de masse jusque dans les années 1980.
Au début des années 1980, le site est récupéré par trois associations naturalistes (AVES, RNOB et WWF) aidées par la Générale de Banque (maintenant BNP Paribas Fortis) qui vont en faire une réserve naturelle dont les objectifs sont :
- Préserver la richesse biologique du site.
- Restaurer les zones naturelles dégradées et assurer le maintien de la qualité des eaux.
- Promouvoir un tourisme compatible avec la protection du site et développer un centre d’éducation à la nature[2].

La mise en œuvre de ce dernier objectif a été financée via des subventions européennes (projet d'aide à la reconversion « Phasing Out ») et d'Electrabel. Le projet de l’Aquascope a vu le jour en 2004, avec la construction d'un bâtiment au milieu du site, entouré d’un côté d'une zone de loisirs et de l’autre d'une zone de découverte de la nature sur la rive sud. La volonté était de regrouper, sous une même appellation, les différents secteurs présents sur le site c’est-à-dire l’animation, ethnobotanique, le tourisme, dans une optique de préservation de la nature et de sensibilisation du public .

## Visite

### Parcours intérieur
La visite commence par un espace ludique ciblé sur les habitants de l’étang avec des aquariums, des animaux géants, des records et astuces réalisés par les animaux et une description de la chaîne alimentaire.
Le deuxième espace de cette visite intérieure est un observatoire équipé de longues-vues situé au ras de l’eau ce qui permet d’observer les animaux de l'étang.
La salle de projection permet le visionnage du film sur la vie à l’étang de Virelles. Cette pièce est composée d’écrans reliés à des caméras disposées aussi bien dans des zones inaccessibles de la réserve que dans des nichoirs. Cela donne donc la possibilité de suivre, en temps réel, la vie dans la réserve ainsi que la nidification des oiseaux.

### Parcours extérieur
L’itinéraire de la promenade extérieure est vu comme un parcours à la découverte de la nature et de la faune et la flore.
La promenade se termine par une partie sur les solutions qui peuvent être mises en place par chacun afin de veiller à la préservation de l’environnement tels que le compostage et les énergies renouvelables.

## Centre ethnobotanique

Jardin de Millepertuis à Virelles.

Le centre ethnobotanique de l’Aquascope de Virelles est un espace consacré aux relations entre les hommes et les plantes qui a pour mission de :
- récolter les savoirs, pratiques et usages anciens liés aux plantes sauvages locales ;
- diffuser ces connaissances au grand public ;
- organiser des animations, stages, formations et ateliers sur les thématiques de l’ethnobotanique ;
- fédérer les initiatives liées aux plantes sauvages en Wallonie[6].

## Maison de l'Abeille Noire et Mellifica

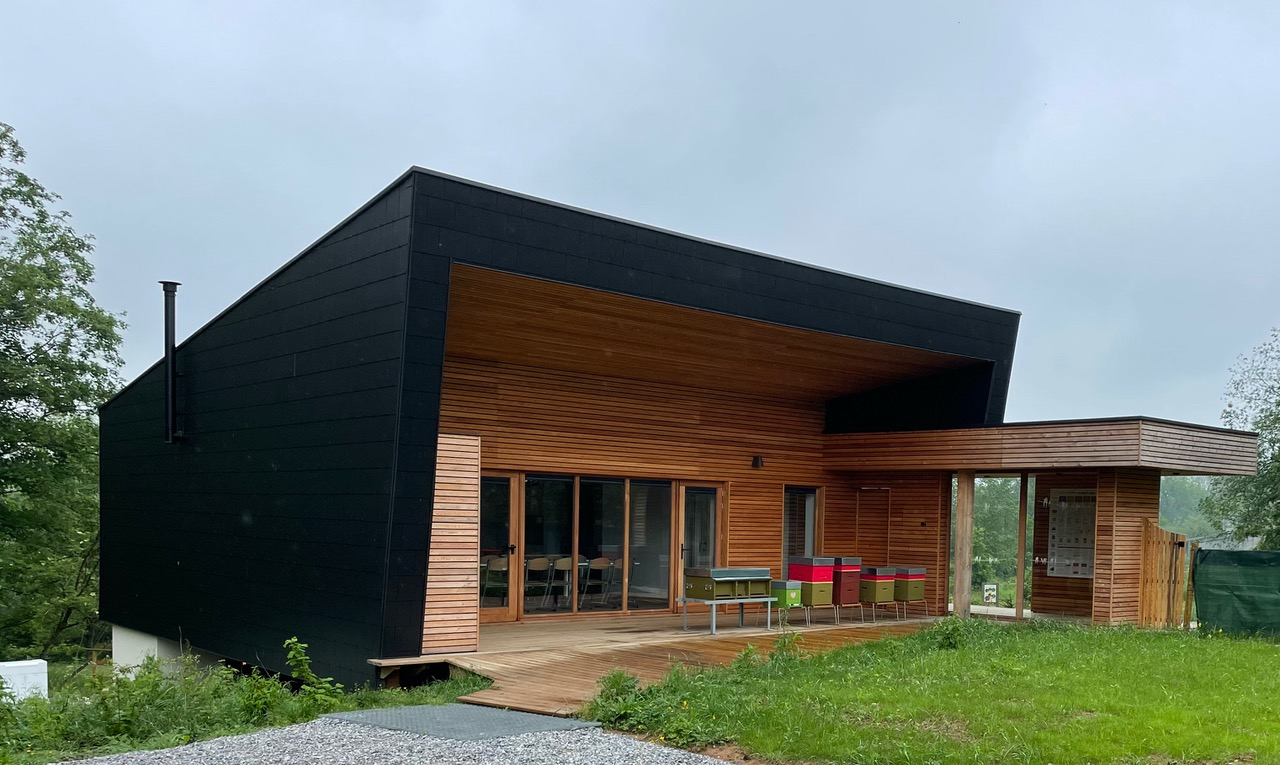
Maison de l'Abeille Noire

En août 2021, la « Maison de l’Abeille Noire » est inaugurée sur le site de l’Aquascope[source secondaire souhaitée]. 

## Creaves
Le Centre de Revalidations des Espèces Animales Vivant à l’État Sauvage (Creaves) de Virelles a été créé en 2007[source secondaire souhaitée]. Ce centre soigne entre 700 à 900 individus par an, aussi bien des oiseaux que des petits mammifères.

## Logements

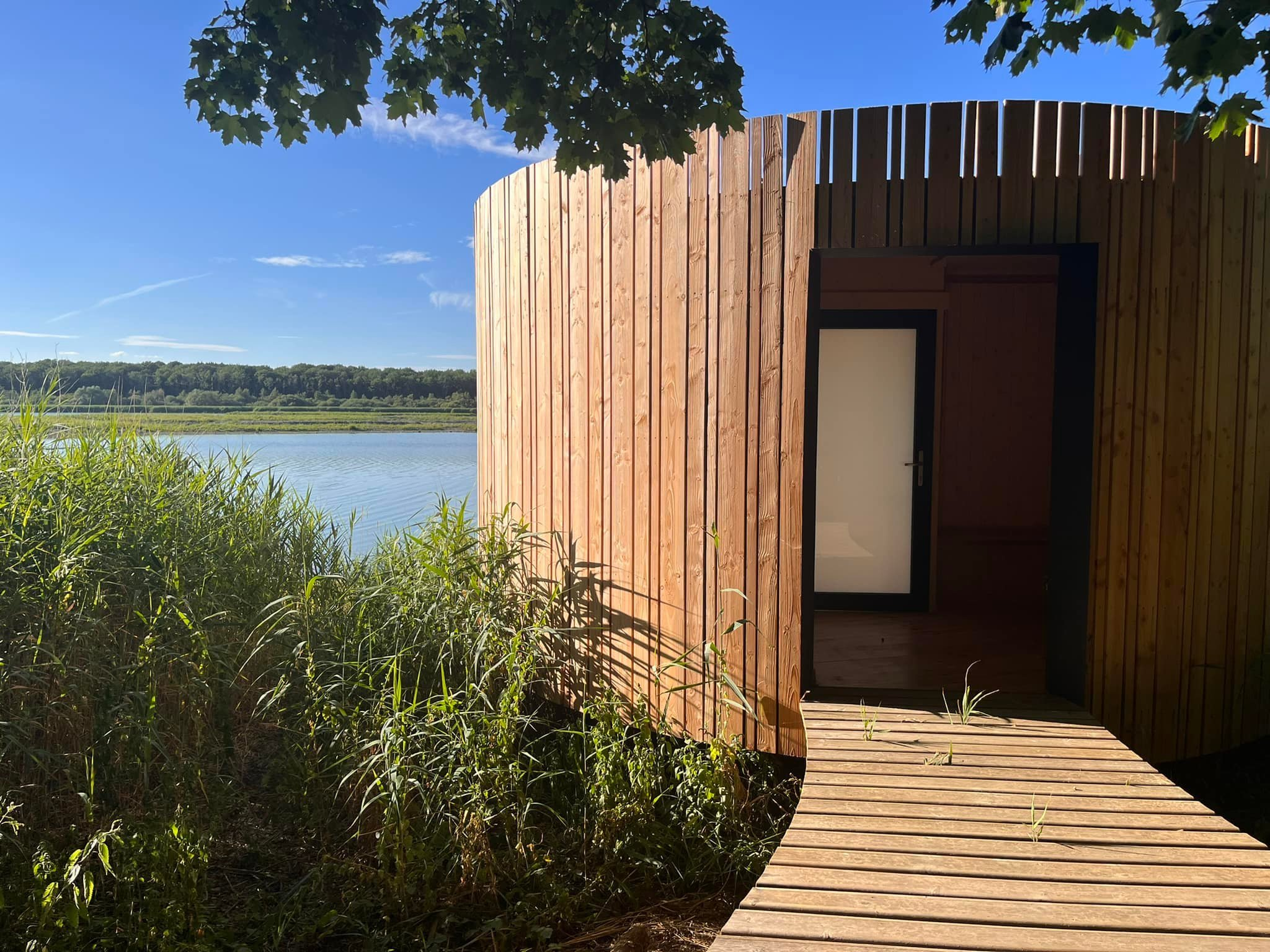
Logements insolites de l'Aquascope Virelles.

Depuis 2015 l’Aquascope proposait à ses visiteurs deux bulles posées sur des pontons dans l’eau.
En 2022, ces logements insolites ont été remplacés par trois nouvelles cabanes posées sur les berges de l'étang. 

## Ilots

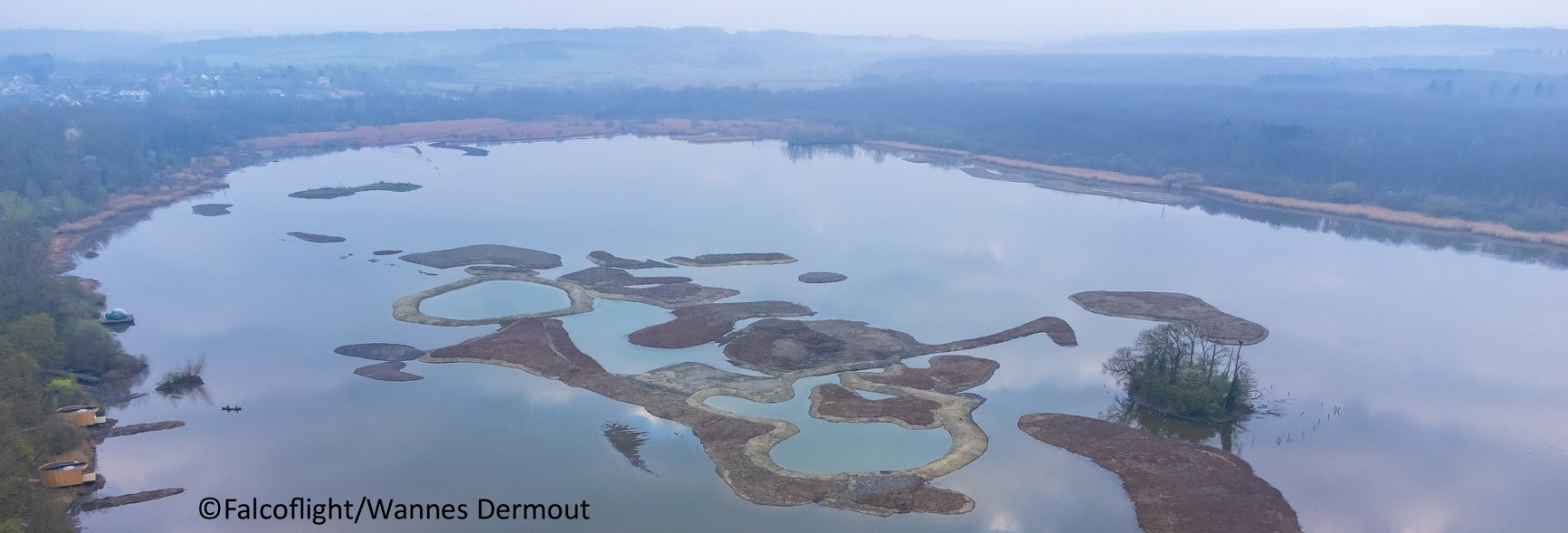
Ilots - 2022

En septembre 2021, des travaux ont débuté dans l’étang afin de créer une série de petites iles. L’objectif de ces aménagements, inaugurés au printemps 2022, est la création de nouveaux biotopes attractifs pour la faune (et principalement l’avifaune) et la flore. Des résultats probants ont été remarqués très rapidement avec la nidification d’une nouvelle espèce, l’échasse blanche.

## Réseau d’accompagnateurs nature
En même temps que l’ouverture de l’Aquascope, un réseau de bénévoles accompagnateurs nature s’est mis en place. 
Ce réseau se compose en 2020 d’une quarantaine de bénévoles accompagnateurs nature.

## Porte d’entrée du Parc National ESEM
L’Aquascope Virelles est l’un des principaux acteurs du projet de Parc National en Entre-Sambre-et-Meuse. Celui-ci a été nommé officiellement Parc National en décembre 2022. Cette zone de plus de 22 000 ha regroupe cinq communes (Chimay, Momignies, Froidchapelle, Couvin, Viroinval) et trois zones bio-géologiques (Fagne, Calestienne, Ardenne).

## Projets futurs

### Travaux d'aménagement - Aquascope 2.0
Début 2023, de nouveaux travaux d'aménagement ont débuté à l'Aquascope. 
Ceux-ci ont plusieurs objectifs:
- Amélioration de l'accueil touristique. En effet, au cours de l’année 2019, dans un projet de développement du tourisme PMR, le Gouvernement Wallon a alloué une enveloppe à l’Aquascope afin d’améliorer les infrastructures pour pouvoir accueillir au mieux les personnes à mobilité réduite[11].
- Création d'une salle scénographiée sur le thème de l'histoire de l'étang de Virelles
- Réaménagement de l'espace de bureaux.

### La suite du projet Aquascope 2.0
Le parcours d’éducation à l’environnement dans le bâtiment principal devrait également être revu afin que l’immersion dans le monde de l’étang se fasse dès l’accueil.
Un autre projet sera de descendre la cantine de l’Aquascope actuelle au bord de l’étang afin que les visiteurs puissent prendre leurs repas avec une vue sur l’étang.
Tous ces projets demandent évidemment un investissement financier, l’Aquascope est donc à la recherche de financement.